# 成都飞机工业集团设计的第六代战斗机
2024年12月26日，一架被怀疑是成都飞机工业集团设计的第六代战斗机的技术验证机（或原型试飞机），于中华人民共和国四川省成都市被观察到进行试验飞行。由于该机编号为36011，如果该机型赢得中国人民解放军空军对于第六代战机的竞标，则其按照飞机机号排序传统，其机型将可能被命名为“歼-36”。

## 发展历史
2017年10月，中国中央电视台透露中國的第六代戰機研發已經展開，成都飞机工业集团与殲-20總工程師楊偉表示中國六代戰機的設計「將是科幻電影最大的想象都想不到」。根据美国航空杂志《航空周刊》报道，在2018年时成飞就向空军提交了8种第六代战斗机的方案，其中4种已经吹过低温风洞。中国航空工业集团成都飞机设计研究所总设计师王海峰在2019年1月接受采访时透露，该集团正在规划研发一种预计到2035年能够捍卫海空安全的战斗机。他提到，这款战斗机将包含有人与无人协同作战、人工智能技术的应用，以及改进的隐身能力和全向传感器等关键技术元素。
2021年10月左右，成飞公司试验机场的卫星图像中被发现一架被猜测是六代机的新型飞机。不过这与2024年12月试飞的飞机存在外形差异。
2024年12月26日，成都当地居民拍摄到一架由歼-20S伴飞的无垂直尾翼飞机进行试验飞行的画面，并传至网络。此次试验飞行被诸多媒体认为是中华人民共和国第六代战斗机技术验证机的首飞试验成都飛機工業的試飛畫面流傳時，沈阳飞机工业集团设计的第六代战斗机也在網絡上流傳開來。 飛機機身可見數字“36”，因此該原型機被軍事觀察家暫稱爲“殲-36”。觀察家主要將該飛機認定爲中國的第六代戰鬥機，但也有少量分析師認爲該飛機可能和前幾年中國流出的新一代戰鬥轟炸機計劃有關。
軍事觀察家認爲，选择12月26日是在纪念毛泽东诞辰，也有情報和言論稱，12月26日可能不是首飛，飛機可能在一段時間前就已經首飛過。
中国官方对相关消息未作回應。但是網絡上流傳的影片和圖片都沒有被刪除或受到流量控制，分析師認爲這是中國政府有意的默許對試飛的討論。幾天後，四川省媒体《国防时报》的网络帖文与东部战区的视频被视为对此的半官方认可。
2025年3月17日，網絡傳出原型機的第二次公開試飛，更清晰的新影像印證了很多之前的猜測，包括飛機具有三具帶后燃器的引擎，帶有DSI的機背進氣道，和機身平齊的駕駛艙艙罩，以及處於機翼兩端的雙分裂方向舵襟翼。

## 设计
試飛中的原型機是一架三引擎、無尾翼、飛翼型的飛機，機身兩側是翼身融合的、類鑽石型的雙三角翼。圖片和影片顯示，和伴飛的殲-20相比，新型戰鬥機的機身很大。飛機的機頭扁且寬，兩側的前緣延伸脊綫一直延伸到機翼処。在機頭的雷達罩後面，可以看到駕駛艙艙罩、在機頭兩側的光電探測窗口、側向雷達陣列面板。機頭下方是并列雙輪式的前起落架，緊隨其後的是兩側的嘉萊特進氣道。駕駛艙後面，可見一個裝有DSI的機背進氣道。進氣道通過S型進氣道为中线发动机提供进气。每個雙三角翼的後端可見五個后缘控制翼面，其中的最外側的兩個控制翼面為上下分離式的襟副翼。機身底部可以觀察到多個武器艙艙門，以及兩組前後雙輪形式的后起落架。機身的尾部沒有垂直尾翼，僅有三個引擎艙以及三個分離式尾噴口，尾噴口的下方對應著三個可動翼面。圖中還可見幾個外側的控制翼面的控制裝置由柔性蒙皮包裹。
該機的長度在20—26米（66—85英尺）之間，翼展約爲20米（66英尺）寬，可粗略算出其機翼面積約爲190 m2（2,000 sq ft）。其最大起飛重量約爲100,000—120,000磅（45,000—54,000；45—54 t）。飛機的引擎可能爲渦扇-10或渦扇-15的某種改型。根據飛機的前掠角和後掠角，可推測出飛機的構型是爲了超音速巡航飛行而優化。根据其设计者王海峰，该机设计指标为使用军用推力时可具备1.5马赫的超音速巡航。飛機的主武器艙長度約爲7.6米（25英尺），能夠裝下霹靂-17超視距空對空飛彈或大型空對地飛彈，在主彈艙的旁邊還可見兩個更短的小型彈艙。
整架飛機從構形設計可推測出具有典型的隱形戰機特徵，翼面角度的設計以及缺少的垂直尾翼，代表了設計師追求全向、寬頻隱形性能。機頭的多個光電、雷達面板也顯示出飛機重視多頻譜態勢感知性能。其前後掠角則重視超音速飛行，而巨大的機身則可以推算出飛機設計應是爲了長航時、大載彈量而優化。

## 戰略影響
在2024年12月的影片和圖片流傳開后，時任美國空軍部長弗蘭克·肯德爾三世稱中國的新一代戰鬥機測試計劃在美國空軍的意料之中，且中國的試飛計劃不會影響正在因預算問題暫停的次世代制空權（NGAD）計劃。美國哈德遜研究所研究員布萊恩·克拉克（Bryan Clark）稱，成都航空工業試飛的新型飛機將會成爲美國次世代制空權戰機的有力對手，並督促美國軍方和國會盡速恢復NGAD計劃。美國空軍官員安德魯·P·亨特（Andrew P. Hunter）認爲按照當前成都工業的試飛進度，殲-36可能會比NGAD更早達成初始作戰能力。美國空軍空戰司令部司令肯尼斯·威尔斯巴赫（Kenneth Wilsbach）上將認爲成都和瀋陽工業的新型飛機均爲空優戰鬥機，并認爲美國應重啓NGAD計劃，并根據觀察情報迅速尋找對策。
儘管有多端影片和多組圖片流傳，航空專家們并無法在有限的情報全面且准確得推測出新式飛機的性能和戰術用途。雖然美國空軍認爲成都工業的新型飛機為第六代戰機，但第六代戰機的具體標準世界各國還沒有定論，因爲沒有足夠多的樣本來定義。美國空軍高層認定殲-36爲制空戰鬥機，主要用於爭奪制空權。在飛機剛曝光時，也有其他言論稱殲-36為多用途戰機、截擊機、轟炸機、以及攻擊戰鬥機。因爲飛機擁有大機身、很大的武器艙、以及高速機翼構型，所以各種用途都可以解釋。
飛機專家比爾‧史威特曼（Bill Sweetman）在澳大利亞戰略政策研究所的客座文章中指出，殲-36（新型戰機）可作爲一種超音速巡航于戰場上空的導彈發射平臺，同時兼備有人飛機和無人飛機的空中預警指揮管制中樞。他認爲殲-36龐大的機身以及超音速飛行能力，讓其具備了以往任何一類飛機都不具備的戰術能力，因此他將殲-36的飛機類型定義爲“空中巡洋艦”（airborne cruiser）。
英國皇家聯合研究所的高級分析師賈斯汀·布朗克（Justin Bronk）博士認爲殲-36這類大型有人駕駛飛機將爲中國和美國兩國在印太地區建立戰略優勢提供獨特價值。中美在印度洋和太平洋地區都有有限的航空基地和補給設施，同時兩方都在對方的導彈、無人機與電子戰威脅環境内。在這種情況下，遠距離控制的忠誠僚機（collaborative combat aircraft；簡稱CCA）概念雖然能在表面上提供火力優勢，但是這類無人機對數據鏈路的依賴使得他們將在複雜電磁環境中變得不可靠。能夠長時間在戰場上空作爲管制平臺的大型飛機可以更好的控制無人機，同時人類駕駛員也可以獨立作戰。